# Адамович-Иодко, Николай Владимирович
Николай Владимирович Адамо́вич-Иодко (17 января 1915, Прилуки, Полтавская губерния — 23 июля 2002, Жуковский, Московская область) — советский авиационный инженер, учёный, заслуженный лётчик-испытатель СССР (1961), кандидат технических наук (1956).

## Биография

### Ранние годы
Николай родился 17 января 1915 года в городе Прилуки. Окончил школу фабрично-заводского ученичества, работал слесарем. С 1936 года обучался в аэроклубе МАИ. В 1940 году окончил МАИ и с дипломом инженера и справкой о полётах в аэроклубе начал работать в ЦАГИ.

### Испытательная и научная работа
В 1941 году инженер Адамович был переведён из ЦАГИ во вновь созданный Летно-исследовательский институт (ЛИИ), где он был занят на лётно-испытательной работе с 1942 по 1973 годы. С начала войны в ЛИИ практически прекратились опережающие научно-исследовательские работы и специалисты сосредоточились на изыскании путей повышения лётных свойств, надёжности и живучести боевых и транспортных самолётов в интересах фронта. В эти работы включились и молодые инженеры, выпущенные МАИ, такие как Адамович, А. Д. Миронов, В. С. Чиколини, И. В. Эйнис (сын Владимира Эйниса). В этот период Адамович вместе с коллегами сделал свой вклад в проведение контрольных испытаний серийных и модифицированных по рекомендациям ЦАГИ и ЛИИ самолётов, например:
- 1941 год — истребитель МиГ-3 (устойчивость и управляемость на больших углах атаки), бомбардировщик Ер-2 с двигателями АМ-37, пикирующий бомбардировщик Ар-2 с разными двигателями, тяжелый истребитель сопровождения ТИС-2;
- 1942 год — истребитель сопровождения фронтовых бомбардировщиков ДИС-2 с разными двигателями;
- 1943 год — модификации истребителя Ла-5 с двигателями М-71 и М-82, Ла-7 (Адамович выполнил первый полёт на этом самолёте и провёл его испытания), штурмовик Ил-2 с роговой компенсацией рулей высоты, истребитель Як-6 с новым крылом, предложенным ЦАГИ;
- 1944 год — истребители И-222 и Як-9У с двигателем ВК-107А, штурмовики Ил-6 и Ил-2 (последний проходил испытания на прочность) и др.

После войны провёл испытания системы «Полёт» автоматического захода на посадку на пассажирских самолётах.
По окончании лётной работы возглавлял в ЛИИ лабораторию эргономических исследований.

### Смерть
Николай Владимирович жил в городе Жуковском Московской области. Он умер 23 июля 2002 года, похоронен в Жуковском на Быковском мемориальном кладбище.

## Награды
Награждён орденами Ленина, Трудового Красного Знамени, Красной Звезды, медалями. 